# Lynyrd Skynyrd
Lynyrd Skynyrd er et amerikansk rockband. Bandet slog igennem i sydstaterne i 1973, og opnåede at blive verdenskendte før nogle af medlemmerne, inklusiv forsanger og sangskriver Ronnie Van Zant, døde i et flystyrt i 1977. I 1987 blev de resterende bandmedlemmer genforenet – dog med Johnny Van Zant (Ronnie Van Zants yngre bror) som frontmand. Bandet har lige siden fortsat med at give koncerter og lave albums. Bandet blev indsat i Rock and Roll Hall of Fame den 13. marts 2006, hvor de ved lejligheden spillede bl.a. Free Bird med den tidligere guitarist Ed King.
Gary Rossington, som døde i 2023, var den eneste i bandet, som også var med før flystyrtet.

## Storhedstiden (1973–1977)
I 1972 blev bandet opdaget af produceren Al Kooper, som havde været til et af deres shows i Atlanta. De skiftede da deres navn fra "Leonard Skinnerd" til "Lynyrd Skynyrd" og fik en pladekontrakt med MCA Records, som producerede deres første album det følgende år, som fik titlen "Pronounced Leh-nerd Skin-nerd". På dette album finder man hitsangen "Free Bird", som fik placeringen #19 på Billboard Hot 100-listen.
Lynyrd Skynyrds fanskare steg betragteligt fra 1973, bl.a. pga. deres opvarmningsrolle til The Who's Quadrophenia-tour i USA. I 1974 lavede gruppen deres andet album, som fik navnet Second Helping. På dette album finder man bandets mest kendte og populære nummer – "Sweet Home Alabama".
I 1974] forlod trommeslagere Bob Burns bandet og blev udskiftet med Artimus Pyle. Lynyrd Skynyrds tredje album fik titlen Nuthin' Fancy. Det blev udgivet i 1974. Guitaristen Ed King forlod bandet da bandet var halvvejs igennem deres tour. Albummet blev en kommerciel fiasko, så Kooper blev fyret. I 1976 blev tre kvindelige backup-sangere hyret til bandet. De hed Leslie Hawkins, Cassie Gaines og JoJo Billingsley. Lynyrd Skynyrds fjerde album Gimme Back My Bullets blev udgivet samme år, men opnåede ikke så stor succes som de to tidligere albums. Ronnie Van Zant og guitarist Allen Collins følte, at bandet manglede en tredje guitarist, da det havde været deres kendetegn tidligere. så kort efter blev Steve Gaines hyret som guitarist. Med den nye guitarist indspillede bandet deres dobbelt live-album One More From the Road i Atlanta, Georgia og turnerede i Storbritannien med The Rolling Stones.
Allen Collins og Gary Rossington var involverede i en trafikulykke i 1976, hvilket gjorde, at bandet måtte udskyde indspilningerne til deres kommende album og aflyse nogle koncerter. Rossingtons ulykke var den direkte inspiration til sangen "That Smell" – en fortælling om stofmisbrug, som tydeligvis var rettet direkte mod ham. Rossington har senere indrømmet, at han er hovedpersonen i sangen, som påvirket kører sin bil ind i et træ.

## Diskografi
Studiealbum
| Udgivelsesdato     | Titel                               | Pladeselskab |
| ------------------ | ----------------------------------- | ------------ |
| 13. august 1973    | (Pronounced 'Lĕh-'nérd 'Skin-'nérd) | MCA          |
| 15. april 1974     | Second Helping                      | MCA          |
| 24. marts 1975     | Nuthin' Fancy                       | MCA          |
| 2. februar 1976    | Gimme Back My Bullets               | MCA          |
| 17. oktober 1977   | Street Survivors                    | MCA          |
| 11. juni 1991      | Lynyrd Skynyrd 1991                 | Atlantic     |
| 16. februar 1993   | The Last Rebel                      | Atlantic     |
| 9. august 1994     | Endangered Species                  | Capricorn    |
| 29. april 1997     | Twenty                              | CMC          |
| 10. august 1999    | Edge of Forever                     | CMC          |
| 12. september 2000 | Christmas Time Again                | Sanctuary    |
| 20. maj 2003       | Vicious Cycle                       | Sanctuary    |
| 29. september 2009 | God & Guns                          | Roadrunner   |
| 21. august 2012    | Last of a Dyin' Breed               | Roadrunner   |